# Lubuli
Lubuli – inkhundla w dystrykcie Lubombo w Królestwie Eswatini. Według spisu powszechnego ludności z 2007 r. zamieszkiwało go 14 419 mieszkańców. Inkhundla dzieli się na trzy imiphakatsi: Lubuli, Maloma, Nsoko.